# Billy Gezon
Sten Billy Gustafsson, känd under artistnamnet Billy Gezon (ibland G-son), född 2 februari 1946 i Katarina församling i Stockholm, död 10 januari 2014 i Orsa församling, Dalarnas län, var en svensk sångare, basist med mera från Stockholm. 

## Biografi

### Gruppkonstellationer
Billy Gezon spelade under 1960-talet i The Violents, mest kända som kompgrupp till Jerry Williams. Senare spelade han i The Moonlighters tillsammans med bland andra Lasse Holm. Han inledde sin proffsmusikerkarriär med The Falcons som kompade Jan Höiland i folkparkerna. 
Gezon var medlem i den svenska gruppen Gimmicks under några år på 1970-talet samt medverkade i ett otal krogshower med Lill Lindfors, Magnus och Brasse och Cornelis Vreeswijk. Han hade också sitt eget band Gezon Family, bland annat tillsammans med dåvarande frun Anki.

### Soloprojekt
År 1970 spelade Gezon in två låtar skrivna och producerade av Benny Andersson och Björn Ulvaeus; "There's A Little Man" och "I Saw It In The Mirror". Vid inspelningen medverkade Agnetha Fältskog i bakgrundskören. Den senare melodin spelade Abba in och tog med på sin debutplatta Ring ring tre år senare. Båda inspelningarna med Gezon utgavs på en deluxeutgåva av Ring ring 2013.  
År 1988 medverkade Gezon i Melodifestivalen med balladen "Måndag i mitt liv", komponerad av Ulf Nordquist. Bidraget blev oplacerat.

### Familj
Billy Gezon var son till multisportaren Hilding "Moggli" Gustafsson och Signe, ogift Pettersson. Han var 1964–1971 gift med Birgitta Ljungberg (född 1946), dotter till Torsten Ljungberg och Märit Hedberg. De sista tio åren var han bosatt i Orsa. Han blev far till tre söner. Billy Gezon är gravsatt i minneslunden på Orsa nya kyrkogård.